# East Side Gallery
East Side Gallery és una galeria d'art a l'aire lliure situada sobre una secció de 1.316 metres a la cara est del Mur de Berlín, que es van salvar de l'enrunament amb aquesta finalitat. Està situada a prop del centre de Berlín, a la Mühlenstraße del districte Friedrichshain-Kreuzberg, al costat de la riba del riu Spree. Es considera que és la galeria d'art a l'aire lliure més llarga del món.
La galeria conté 103 murals pintats per artistes de tot el món que dediquen un homenatge a la llibertat i documenten l'eufòria i l'esperança per un món millor que es va donar amb la fi de la guerra freda. Va ser fundada després de la unió de dues associacions d'artistes alemanyes, la "Federal Association of Artists - BBK" i la "GDR - Artists Association". ELs principals promotors van ser Bodo Sperling, Barbara Greul Aschanta, Jörg Kubitzki i David Monti.
El juliol de 2006, per tal de facilitar l'accés al riu Spree, es va moure una secció de 40 metres, paral·lela a la seva posició original.
Amb motiu de la preparació dels vint anys de la caiguda del Mur de Berlín, es va dur a terme un programa de renovació que consistí a tapar la majoria dels murals, que es trobaven en molt mal estat a causa del vandalisme i l'erosió característica de les obres exposades a l'aire lliure, i demanar als autors que tornessin a pintar les seves obres

. Alguns artistes van negar-se a repetir les seves obres, criticant el fet que la galeria havia d'haver realitzat una restauració anteriorment i previngut la destrucció de les obres originals.

## Obres
D'entre els murals que formen part de l'East Side Gallery, els més icònics són:
- Brotherhood Kiss de Dmitri Vrúbel.
- Danke, Andrej Sacharow de Dmitri Vrúbel
- Berlyn de Gerhard Lahr
- Europas Frühling de Catrin Resch
- Sense títol de Ditmar Reiter
- Vaterland de Güenther Shaefer
- Wachsen Lassen de Rosemarie Schinzler
- Some heads de Thierry Noir
- Parlo d'amor d'Ignasi Blanch.
- Test the Best de Birgit Kinder.
- Es geschah im November de Kani Alavi